# Albert William Herre
Albert William Christian Theodore Herre (Toledo, 16 settembre 1868 – Santa Cruz, 16 gennaio 1962) è stato un ittiologo e zoologo statunitense.

## Biografia
Studio presso la Stanford University, dove prese la laurea in botanica nel 1903. Herre conseguì anche un master e un dottorato di ricerca a Stanford, entrambi in ittiologia.
Albert W. Herre fu conosciuto per il suo lavoro tassonomico nelle Filippine, dove fu il capo del Bureau of Science a Manila dal 1919 al 1928. Durante la sua permanenza presso l'Insular Government of the Philippine Islands  (che all'epoca fu amministrato dagli Stati Uniti), Herre fu uno dei responsabili della scoperta e della descrizione di tante specie di pesci.
Il genere di geco Lepidodactylus herrei è stato così chiamato in suo onore.